# CoviVac
KoviVak（俄語：КовиВак）是俄罗斯科学院下属楚马科夫中心开发的基于灭活病毒的COVID-19疫苗。该产品于2021年2月被批准在俄罗斯使用，是第三种在俄获得批准的COVID-19疫苗。

## 技术
类似于灭活脊髓灰质炎疫苗，CoviVac使用了一种的更传统的灭活疫苗技术。俄罗斯科学院楚马科夫中心分离出SARS-CoV-2毒株AYDAR-1的样本，并使用vero细胞大量培养病毒。所得病毒被浸泡在β-丙内酯中，通过基因结合使它们失活，同时保持其他病毒颗粒完好。最后，灭活病毒与铝基佐剂混合。

## 组成
一剂疫苗规格为0.5 ml安瓿。由至少3μgSARS-CoV-2菌株AYDAR-1的抗原和以下赋形剂组成：
- 0.3–0.5毫克氢氧化铝（佐剂）
- 不多于0.5毫升由磷酸二钠二水合物、磷酸二氢钠二水合物、氯化钠和注射用水组成的缓冲溶液

## 用法
CoviVac疫苗分两次肌肉注射给药，间隔14天。需要在2至8摄氏度（35.6至46.4华氏度）下运输和储存。

## 临床研究

### I/II期临床试验
I/II期临床试验，即疫苗的耐受性、安全性和免疫原性研究，在叶卡捷琳堡、基洛夫、科尔佐沃、圣彼得堡四个城市的数百名志愿者中进行。该疫苗试验于2020年8月开始，针对18-60岁志愿者进行双盲、安慰剂对照、随机研究。截至2021年6月12日，测试结果尚未在任何同行评审的科学期刊上发表。

### III期临床试验
2021年6月2日该疫苗项目启动了III期临床试验，该试验旨在证明该疫苗是否可以有效预防感染。测试结束的预计日期是2022年12月30日，计划参与人数达32,000人。

## 授权
2021年2月20日，俄罗斯总统弗拉基米尔·普京批准该疫苗的紧急使用。